# Niviventer
Niviventer là một chi động vật có vú trong họ Muridae, bộ Gặm nhấm. Chi này được J. T. Marshall, Jr. miêu tả năm 1976. Loài điển hình của chi này là Mus niviventer Hodgeson, 1836.

## Các loài
Chi này gồm các loài:
- Niviventer andersoni
- Niviventer brahma
- Niviventer cameroni
- Niviventer confucianus
- Niviventer coninga
- Niviventer cremoriventer
- Niviventer culturatus
- Niviventer eha
- Niviventer excelsior
- Niviventer fraternus
- Niviventer fulvescens
- Niviventer hinpoon
- Niviventer langbianis
- Niviventer lepturus
- Niviventer niviventer
- Niviventer rapit
- Niviventer tenaster